# Área de Proteção Ambiental e Recuperação Urbana do Jequiá
A Área de Proteção Ambiental e Recuperação Urbana (APARU) do Jequiá é uma área protegida localizada na Ilha do Governador, no estado do Rio de Janeiro, Brasil.
Foi criada como saída para preservar a área de mangue que cobria a região, às margens da Baía da Guanabara. O entorno desta baía já contou com 260 km quadrados do seu entorno coberto de mangue. Hoje, resta menos de um terço da área original. O manguezal localizado na foz do Rio Jequiá é a maior área preservada do município do Rio de Janeiro.
A preservação e recuperação se deu graças a iniciativas dos próprios moradores da colônia de pecadores que circunda a área bem como dos moradores da região do entorno. Mesmo antes da criação da APARU, os moradores já buscavam formas de proteger o mangue.
A APARU foi criada pelo decreto municipal Nº 12.250, do dia 31 de agosto de 1993. De acordo com o decreto, compõem a APARU "a área constituída pelo manguezal e estuário do Rio Jequiá, o complexo florestal do Morro do Matoso e as áreas ocupadas pelas instalações da Marinha e pela Colônia Z-10", uma colônia de pescadores na foz do Rio Jequiá. O decreto lista como objetivos da área "recuperar e preservar o ecossistema local", "preservar os exemplares raros ameaçados de extinção", "propiciar o estudo científico da flora e fauna da região" e "promover o lazer, quando compatível com os demais objetivos da APARU", e proíbe ações degradantes ou impactantes ao ecossistema, como desmatamento, caça, introdução de espécies exóticas e despejo de lixo, entre outras.
Desde a criação da área de proteção ambiental, melhorias socioambientais foram implantadas pela prefeitura, mas hoje em dia o Jequiá sofre com o descaso e faltas de investimentos públicos.
Posteriormente a APARU passou a contar com a presença de um Centro de Educação Ambiental (CEA).
Em 2011, em preparação para as Jogos Olímpicos de Verão de 2016 do Rio de Janeiro, houve a proposta de construção da Vila Olímpica dentro da APARU, o que mobilizou a população contra a obra. Segundo o ambientalista Sérgio Ricardo Lima, a construção iria impermeabilizar uma grande área do solo, e a água das chuvas iria inundar a colônia de pescadores Z-10.
Durante a Rio+20, em 2012, jovens da Associação Cristã de Moços de diversos países conheceram a APARU, a colônia Z-10 e realizaram atividades ecológicas na região.
Em 2018 a APARU comemorou 25 anos de existência, com uma programação cultural e educativa, recebendo visita de alunos de escolas.